# Cerros de Colonche
Cerros de Colonche är en bergskedja i Ecuador.   Den ligger i provinsen Guayas, i den västra delen av landet, 280 km sydväst om huvudstaden Quito.